# Rajko Rep
Rajko Rep (Rogatec, 20 giugno 1990) è un calciatore sloveno, centrocampista dell'Oberwart.

## Carriera

### Club
Durante la sua carriera ha giocato con varie squadre di club, tra cui il Maribor, in cui si è trasferito il 27 agosto 2010.

### Nazionale
Ha giocato nelle nazionali giovanili slovene Under-19 ed Under-21.
Nel 2019 ha esordito nella nazionale slovena.

## Palmarès

### Club
- Campionato sloveno: 1

Maribor: 2011-2012
- Coppa di Slovenia: 1

Maribor: 2011-2012